# Šola za novejše družbene vede v Moskvi
Šola za novejše družbene vede v Moskvi (rusko Высшая школа современных социальных наук МГУ) je javna fakulteta, ki ponuja študij družboslovja in deluje v sklopu Moskovske državne univerze; ustanovljena je bila leta 2002.